# Vidovci
Vidovci – wieś w Chorwacji, w żupanii pożedzko-slawońskiej, w mieście Požega. W 2011 roku liczyła 1582 mieszkańców.